# Curtis (Nebraska)
Curtis – miasto w Stanach Zjednoczonych, w stanie Nebraska, w hrabstwie Frontier.